# قلعه‌جیک (چلیخان)
قلعه‌جیک (به ترکی استانبولی: Kalecik) یک منطقهٔ مسکونی کردنشین در ترکیه است که در چلیخان واقع شده‌است.